# Дорофей Тирский
Дорофей Тирский (255—362) — христианский святой, почитается как священномученик. Память совершается в православной церкви 5 (18) июня, в католической церкви 5 июня.
Дорофей был епископом Тира Финикийского. Скрывался в период гонений на христиан при императоре Диоклетиане и вернулся в Тир после принятия Миланского эдикта императора Константина. По возвращении Дорофей управлял своей епархией около 50 лет и принял мученическую смерть в период правления Юлиана Отступника в городе Уд (современная Варна).
Дорофею приписывают составление «Синопсиса» (собрание сказаний о житии пророков и апостолов), содержащего один из вариантов списка апостолов от семидесяти.